# Corpo ciliare
Il corpo ciliare è una struttura del bulbo oculare che forma, insieme alla coroide e all'iride la tonaca vascolare dell'occhio o uvea.

## Disposizione e rapporti
Il corpo ciliare si porta dall'iride alla coroide con la quale confina attraverso un solco, l'ora serrata.
È in rapporto posteriormente con la retina che lo ricopre con la sua parte ciliare.

## Vascolarizzazione e innervazione
Nel corpo ciliare, soprattutto nei processi ciliari, sono presenti capillari e vene tortuose.
Come tutte le strutture del bulbo oculare, drenaggio linfatico si costituisce in spazi perivascolari, che comunicano con gli spazi delle meningi encefaliche dove poi la linfa si riversa.
Il corpo ciliare è servito dai nervi ciliari del ganglio ciliare che portano fibre sensitive ed effettrici viscerali. Queste ultime sono fibre parasimpatiche postgangliari del ganglio ciliare che si distribuiscono al muscolo ciliare che riceve anche fibre pregangliari dal nucleo viscerale dell'oculomotore.

## Struttura
Il corpo ciliare è di forma circolare con uno spessore anteriore maggiore di quello posteriore. È formato, in sezione trasversale, da:
- epitelio ciliare;
- stroma ciliare;
- muscolo ciliare applicato alla faccia esterna, verso la sclera, è formato da fibre longitudinali e circolari[2];
- strato sopracciliare.

Lungo i meridiani (sezione sagittale) viene suddiviso in:
- corona ciliare o pars plicata anteriormente;
- orbicolo ciliare o pars plana posteriormente.

Inoltre il corpo ciliare presenta diversi rilievi, i processi ciliari, separati l'un l'altro dalle vallecule dalle quali dipartono fibre che si dirigono al cristallino formando l'apparato zonulare di Zinn.

## Derivazione embriologica
Il corpo ciliare si forma come un'estensione della coroide. I processi ciliari si formano dalla sua proiezione sul cristallino mentre la parte pigmentata dallo strato esterno del calice ottico che continua con lo strato dell'epitelio pigmentato della retina. La parte non pigmentata è invece di dipendenza retinica, essendo la parte cieca. Il muscolo ciliare deriva dal mesenchima tra i due foglietti del calice ottico.

## Funzione
La presenza del muscolo ciliare rende il corpo ciliare una struttura determinante per la messa a fuoco degli oggetti durante la visione nel fenomeno dell'accomodamento. La contrazione delle fibre longitudinali spostano il corpo ciliare verso la cornea, mentre quelle circolari verso l'asse dell'occhio: le fibre zonulari si rilassano e il cristallino non essendo più teso aumenta la sua curvatura..